# فقط حیوانات
فقط حیوانات (فرانسوی: Seules les bêtes‎) یک فیلم در ژانر جنایی به کارگردانی دومینیک مول است که در سال ۲۰۱۹ منتشر شد.